# Klas Böök
Klas Erik Böök (10 mars 1909 - 5 janvier 1980) est un diplomate et fonctionnaire suédois qui est gouverneur de la Banque nationale suédoise de 1948 à 1951 et ambassadeur de Suède dans divers pays entre 1951 et 1972.

## Jeunesse
Böök est né le 10 mars 1909 à Lund, en Suède, fils du professeur Fredrik Böök et de son épouse Tora Olsson. Il obtient un baccalauréat ès arts de l'Université de Lund en 1934 et étudie à la London School of Economics en 1935 et obtient une licence de philosophie de l'Université de Lund en 1936.

## Carrière
Böök devient lieutenant dans la réserve du régiment d'artillerie Wendes (A 3) en 1935 et est embauché par la Banque nationale suédoise en 1936 où il devient secrétaire en 1937. Il est conseiller bancaire par intérim et chef du département des statistiques en 1940. Böök est directeur adjoint de l'Office de contrôle des changes (Valutakontoret ) en 1940, puis directeur en 1947 et président de 1948 à 1951. Il est membre du Conseil national de garantie des crédits à l'exportation en 1943 et vice-président de 1947 à 1951. Böök est directeur de banque et chef de la section II (émissions de la banque centrale) au sein de la Banque nationale suédoise en 1943 et est gouverneur de la banque de 1948 à 1951 (vice-gouverneur en 1944).
Sa carrière diplomatique débute lorsqu'il est nommé chef du département commercial du ministère des Affaires étrangères et envoyé de 1947 à 1948. Il est ministre à Ottawa de 1951 à 1956, ambassadeur à Pékin de 1956 à 1961, également accrédité à Bangkok de 1956 à 1959. Böök est ambassadeur à New Delhi, également accrédité à Colombo et Katmandou de 1961 à 1965 et à Berne de 1965 à 1972. Il occupe des postes spéciaux au ministère des Affaires étrangères de 1972 à 1975.
Böök est membre de la Commission du commerce de 1944 à 1947 et en est le vice-président de 1945 à 1947. Il est membre du Conseil national de reconstruction (Statens återuppbyggnadsnämnd) de 1944 à 1946 et du Conseil du Bureau de contrôle des capitaux étrangers (Flyktkapitalbyråns styrelse) de 1945 à 1951. Il est également membre du conseil d'administration d'une banque internationale à Bâle de 1949 à 1951, de la Banque internationale pour la reconstruction et le développement de 1951 à 1952, du Fonds monétaire international en 1951 et du Conseil des caisses d'épargne postales (Postsparbanksfullmäktige) de 1949 à 1951. Il participe aux négociations sur les accords commerciaux et de paiement.

## Vie personnelle
En 1933, Böök épouse Aina Hakon-Pettersson (1911-1997), la fille de l'ingénieur Erik Hakon-Pettersson et de Julia Ekelund. Il est le père d'Annika (mariée à Eriksson), Ole, Kim, Susanne (mariée à Francke) et Peter.
Böök est décédé en 1980 et est enterré au cimetière d'Östra Karup à Östra Karup.

## Distinctions
- Commandeur première classe de l'ordre royal de l'Étoile polaire